# Туча
Туча је смишљена насилна радња са циљем да се успостави доминација над противничком страном. Туча се може односити на било који насилан конфликт, укључујући боксање, борилачке спортове и ратне активности.